# Divadlo Josefa Kajetána Tyla
Divadlo J. K. Tyla je hlavní divadlo v Plzeňském kraji a důležité kulturní centrum města Plzně. Má tři scény, Velké divadlo, Nové divadlo a Malou scénu (v budově Nového divadla). Novorenesanční divadlo patří mezi významné nemovité kulturní památky města. Kapacita sálu je 444 míst.
Budova Velkého divadla byla postavena v roce 1902 stavební firmou Rudolfa Štecha a patří mezi významné nemovité kulturní památky města. Jejím projektantem byl architekt Antonín Balšánek (mj. autor Obecního domu v Praze), autorem opony je jeden z nejvýznamnějších českých malířů z přelomu 19. a 20. století Augustin Němejc.

## Historie divadla v Plzni

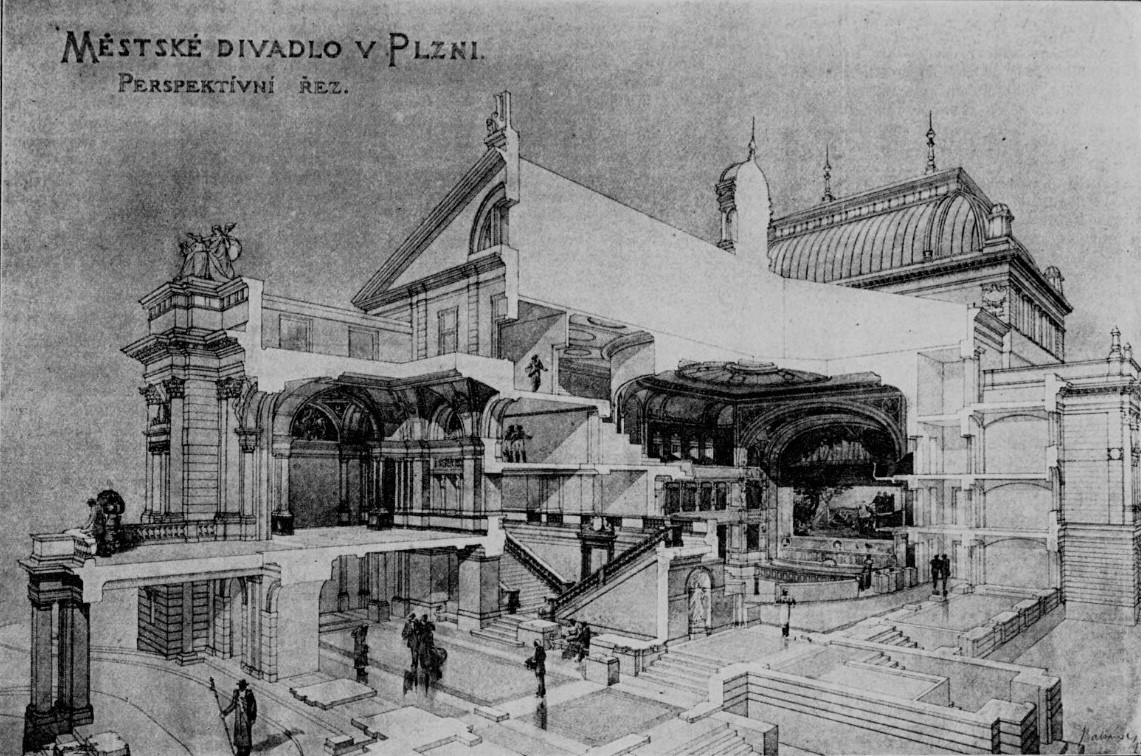
Antonín Balšánek: Návrh divadla v Plzni (1898)

Divadelní představení v Plzni se objevila již koncem 18. století. České divadlo se hrálo od roku 1818 ve velké síni radnice, v hostinci U zlatého orla, U arcivévody Ferdinanda a U bílé růže. Protože tyto místnosti nestačily, chtěl purkmistr Kopecký upravit pro divadelní účely obecní dům. Začalo se s adaptací, ale brzy radní došli k závěru, že tyto prostory pro divadlo nestačí (1829 bylo divadlo zbouráno). Poté tedy vznikla myšlenka postavení nového divadla.
Zvláštní divadelní budovu má Plzeň od roku 1832. Byla postavena podle návrhů Lorenza Sachettiho na rohu nynější Riegrovy ulice a sadů Pětatřicátníků. Poprvé se zde hrálo 12. listopadu 1832, první české představení až 18. ledna 1835. Budova byla předána bezplatně k provozování právovárečnému měšťanstvu, od roku 1857 se stalo divadlo opět majetkem obce. V roce 1863 došlo k menším úpravám. Hned po vystavění nového divadla byly pronajaty ve vedlejším domě dvě místnosti na šatny, 1867 koupila obec celý dům pro divadelní potřeby.
V roce 1890, kdy měla Plzeň 50 221 obyvatel, už divadlo jejím potřebám nestačilo. 1894–1895 byla pojata do plánu stavba nového divadla. Budovu projektoval architekt Antonín Balšánek. Jeho konzervativní projekt získal v soutěži až čtvrtou cenu, ale vítězné projekty se zdály zástupcům města příliš „vídeňské“.
Povolení ke stavbě bylo vydáno v lednu 1899, Velké divadlo bylo otevřeno v září 1902.

## Historie plzeňského divadla v datech

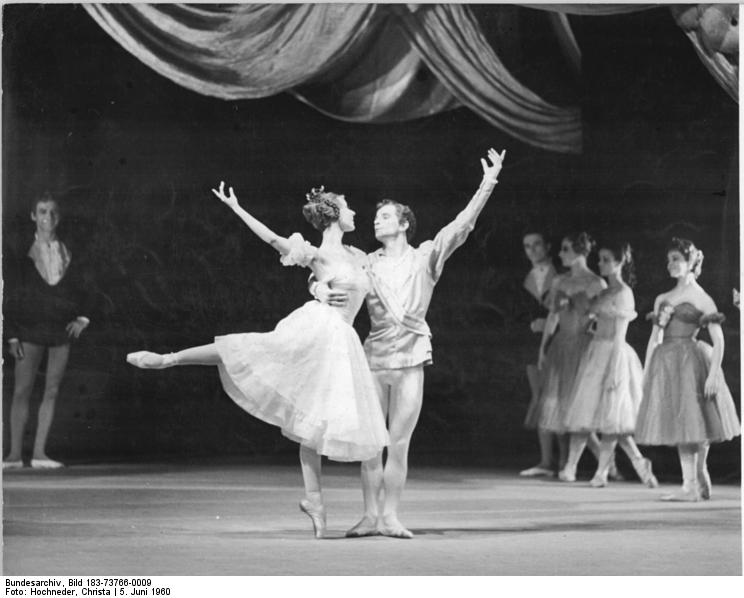
Jiří Žalud jako princ a Marta Synáčková jako titulní postava baletu Popelka v představení baletu plzeňského divadla 5. června 1960 ve východoněmeckém Karl-Marx-Stadtu

- 1798, 1805, 1806, 1814 – zprávy o divadelních představeních v Plzni
- 1818 – první české divadelní představení

Hrálo se na různých místech: v rytířské síni tzv. Německého domu na náměstí, ve velké síni radnice nebo v některém hostinci (U zlatého orla, U arcivévody Ferdinanda, U bílé růže).
- 1832 – postavena první divadelní budova – městské resp. měšťanské divadlo (v nynější Riegrově ulici)
- 1863 – rozsáhlé úpravy městského divadla, 1867 zakoupen vedlejší dům a trvale přivtělen k divadlu; v následujících letech průběžné udržování a zdokonalování divadelní budovy, které však nemohlo odstranit hlavní nedostatky
- 1869 – postaveno německé divadlo (Malé divadlo) v Goethově ulici
- 1902 – postaveno nové městské divadlo (Velké divadlo)
  - 26. března uzavřena stará divadelní budova představením Prodané nevěsty
  - 27. září otevřeno nové divadlo představením Libuše
- 1965 – otevřeno Komorní divadlo, vzniklé adaptací kina Universita
  - 4. prosince divadlo slavnostně otevřeno představením k 100. výročí stálého českého divadla v Plzni (J. K. Tyl: Tvrdohlavá žena)
- 1966 – ukončen provoz Malého divadla
- 1977 – zbouráno Malé divadlo
- 1980 – otevřena provizorní přístavba Komorního divadla, zahájen provoz Divadla v klubu
- 1981–1985 – rekonstrukce a přístavba Velkého divadla
- 2012–2014 – výstavba nové divadelní budovy (Nové divadlo s Malou scénou)
  - 31. května ukončen provoz Komorního divadla
  - 2. září otevřeno Nové divadlo představením Prodané nevěsty
- 2014–2015 – rekonstrukce přístaveb, přilehlých teras a okolí Velkého divadla

## Současnost
Divadlo J. K. Tyla uvedlo v posledních sezonách mnoho celorepublikově významných uměleckých počinů. Operu Salome Richarda Strausse, světovou premiéru baletu Maryša na hudbu Petra Wajsara, činohru Odcházení Václava Havla a mnoho dalších. Plzeňský balet patří k nejlepším v České republice, např. 10 let zde působila jako sólistka Ivona Jeličová (držitelka Ceny Thálie 2009) a půl století je zde sólistou Jiří Žalud (držitel Ceny Thálie 2003). Významné pro operu bylo období v letech 1996 až 2004, kdy byl šéfem opery a šéfdirigentem operního orchestru Petr Kofroň. Ten zde uvedl např. Symfonii č. 1 a č. 5 Gustava Mahlera. Divadlo J. K. Tyla pravidelně hostuje v zahraničí (Německo, Švýcarsko) a po České republice (Národní divadlo v Praze, Karlovy Vary, Hradec Králové aj.)

## Umělci DJKT

### Opera
- sólisté: Jana Foff Tetourová, Richard Samek, Radka Sehnoutková, Jevhen Šokalo, Ivana Veberová, Adéla Skočilová
- sólisté s povinností sboru: Miroslav Bartoš, Ivana Klimentová, Jana Piorecká, Ivana Šaková, Dalibor Tolaš
- stálí hosté: Michal Bragagnolo, Jiří Brückler, Philippe Castagner, Jan Maria Hájek, Jiří Hájek, Jakub Hliněnský, Jan Hnyk, Petr Horák, Jan Ježek, Daniel Kfelíř, Tomáš Kořínek, Zuzana Koś Kopřivová, Josef Kovačič, Jiří Kubík, Martin Matoušek, Josef Moravec, Jan Ondráček, Doubravka Součková, Vanda Šípová

### Činohra
- Martin Chmelař, Matyáš Darnady, Zdeněk Hruška, Miloslav Krejsa, Jana Kubátová, Klára Kuchinková, Jan Maléř, Jaroslav Matějka, Marek Mikulášek, Andrea Mohylová, Josef Nechutný, Jana Ondrušková, Pavel Pavlovský, Vladimír Pokorný, Libor Stach, Martin Stránský, Zuzana Ščerbová, Kamila Šmejkalová, Michal Štěrba, Monika Švábová, Petr Urban, Apolena Veldová, Eliška Vocelová

### Muzikál
- Dalibor Bárta (dirigent), Pavel Kantořík (dirigent)
- Kristýna Bečvářová, Kateřina Chrenková, Lucie Dolejšková, Natálie Dvořáková, Soňa Hanzlíčková, Martin Holec, Jozef Hruškoci, Pavel Klimenda, Tereza Koželuhová, Dušan Kraus, Karolína Krausová, Roman Krebs, Lukáš Ondruš, Lucie Pragerová, Adam Rezner, Charlotte Režná, Pavel Režný, Hana Spinethová, Eva Staškovičová, Martin Šefl, Stanislava Topinková Fořtová, Alexandra Vostrejžová, Venuše Zaoralová Dvořáková

### Balet
- sólisté: Jarmila Dycková, Petr Hos, Miroslav Hradil, Zuzana Hradilová, Monika Mašterová, Richard Ševčík, Martin Šinták
- stálý host: Jiří Žalud
- sbor: Petra Barboríková, Karolína Beerová, Petr Brettschneider, Martina Diblíková, Martina Drbušková, Geronymo Fuhrmann, Martina Gašparová, Mischa Alexander Hall, Colombe Hays, Michaela Hosová Musilová, Vojtěch Jansa, Eliška Kolářová, Michal Kováč, Petr Laštovka, Aleš Lindovský, Ondřej Martiš, Grzegorz Mołoniewicz, Nela Mrázová, Kristýna Potužníková, Kristýna Piechaczková, Nataliia Shchegliuk, Jana Schweitzerová, Anna Srncová, Kateřina Ševčíková, Lýdie Švojgerová, Andronika Tarkošová, Pavel Tručka

### Orchestr opery
- Norbert Baxa (šéfdirigent), Jiří Štrunc (dirigent)
- 1. housle: Martin Kos – koncertní mistr, Michal Pospíšil – koncertní mistr, Radovan Šandera – koncertní mistr, Jaroslav Brož – zástupce koncertního mistra, Milan Christov – zástupce koncertního mistra, Petra Brůhová, Darina Kalčeva, Marin Kalčev, Jan Rezek, Stanislav Soukup, Martin Kaplan, Martin Šandera, Jitka Moserová
- 2. housle: František Knirsch – vedoucí skupiny, Hana Koubková, Lenka Melicharová, Jana Lejčková, Milada Christovová, Alena Jáhnová, Václava Winkelhöfferová, Jitka Novotná
- Violy: Jaroslava Smolová – vedoucí skupiny, Michaela Vyhnálková, Marie Pindurová, Jaroslava Ježková, Marie Šteinerová, Eva Outratová
- Violoncella: Hana Vítková – koncertní mistr, Světlana Kononěnko – zástupce koncertního mistra, Magdalena Krzáková, Zdeňka Pavlíková, Miloslava Krausová, Pavel Urválek
- Kontrabasy: Zdeněk Kopecký – vedoucí skupiny, Vojtěch Skalka, Bonryong Koo, Jan Dudek, Zdeněk Pazourek, Pavel Slamenka, Milan Brouček
- Flétny: Marek Špelina – vedoucí skupiny, Iveta Legátová, Petra Šanderová, Květa Klofáčová
- Hoboje: Lukáš Vrba – vedoucí skupiny, Vladimír Pavlíček, Václav Velhartický, Jan Karenovič, Kristýna Formánková
- Klarinety: Milan Srb – vedoucí skupiny, Josef Sonnek, Jaroslav Bulka, Antonín Cír
- Fagoty: Matouš Křiváček – vedoucí skupiny, Petr Legát, Vladimír Vlna, Lucie Bednářová, Jaroslav Jedlička
- Trubky: František Bayer – vedoucí skupiny, Jaroslav Suchan, Martin Kohoutek, Ondřej Michalec
- Lesní rohy: Jiří Tarantík – vedoucí skupiny, Jan Prokop, Jana Koukolíková, Tereza Vaňková, Petr Šálek, Simona Brogelová, Martin Houska, Jindřich Kolář
- Trombony: Petr Mráz – vedoucí skupiny, Pavel Čížek, Jiří Nauš, Jan Gröger, Petr Fríd, Kateřina Štainerová, Stanislav Brada
- Tuba: Luboš Klasna
- Bicí nástroje: Josef Doubek – vedoucí skupiny, Roman Gaudyn, Bohuslav Vaněrka, Rudolf Přib (externista), Tomáš Votava (externista)
- Harfa: Dana Suchanová

## Vedení divadla
- MgA. Martin Otava (ředitel)
- Jiří Pokorný (šéf baletu)
- Jiří Petrdlík (šéf opery)
- Apolena Veldová (šéf činohry)
- MgA. Lumír Olšovský (šéf muzikálu)